# حضارة أم النار
هي حضارة وجدت في العصر البرونزي في الإمارات العربية المتحدة وشمال سلطنة عمان من 2700 ق.م. إل
000 ق.م والتسمية جائت من جزيرة أم النار ضمن إمارة أبوظبي. وتسبق وجود حضارة أم النار حضارة أخرى تسمى حضارة حفيت، وتلي حضارة أم النار، حضارة وادي سوق ويقع الموقع في منطقة مليحة بإمارة الشارقة.

## اكتشاف حضارة أم النار وتاريخها
يعد  اكتشافها سنة 1959 على إثر حفريات قامت بها بعثة آثار دانماركية، وكذلك المسوحات التي قام بها علماء آثار من الإمارات العربية المتحدة والعراق، أظهرت جزيرة أم النار أدلة أثرية ساهمت بشكل كبير في تسليط الضوء على ثقافة السكان الأوائل للإمارات العربية المتحدة ونمط حياتهم. فمنذ حوالي 2600 إلى 2000 سنة قبل الميلاد، عمل سكان الجزيرة في الصيد وصهر النحاس، ومارسوا التجارة خارج حدود الجزيرة ليصلوا إلى بلاد الرافدين ووادي السند، وتمّكن سكان الجزيرة الأوائل من إقامة مستوطنات ممتدة نسبيا.

## المدافن
قد اكتشف علماء الآثار مقبرة تضم 50 مدفنا مبنيا فوق سطح الأرض. هذه المدافن دائرية الشكل حيث يبلغ قطرها 6 إلى 12 متر وعلوها بضعة أمتار، وهي مقّسمة إلى غرف يتم الدخول إليها من خلال مداخل صغيرة شبه منحرفة الشكل. وقد تم تصميم كل غرفة لإيواء عدة جثث: ومن الصعب تحديد العدد لأن بقايا الهياكل كانت مبعثرة مع تغيرات الزمن وتعرضها لنبش لصوص القبور في الأزمنة الغابرة.

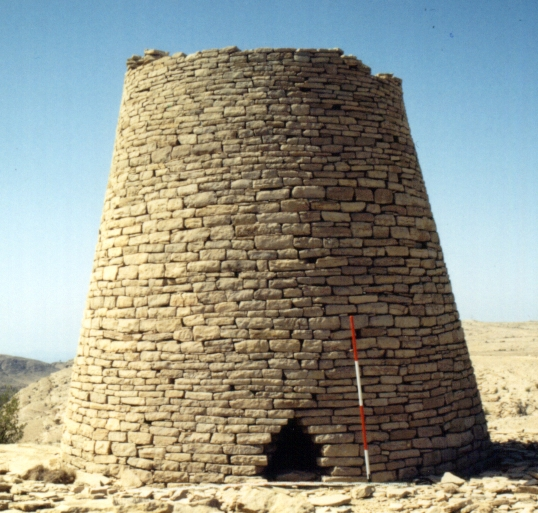
مقبرة من فترة أم النار

كانت المدافن في شكل قبب، وتم بناؤها بواسطة حجارة مهندمة تم استعمال بعضها في ترميم عدد من هذه المدافن خلال السبعينيات. وأحيانا، تجد الجدران الدائرية للمباني الكبيرة مزخرفة بنقوش تمثل حيوانات المها والثيران والثعابين والجمال.

## الأدوات والحلي التي وجدت في حضارة أم النار
ويمكن التعرّف على الكثير من نشاطات سكان الجزيرة من خلال الأدوات التي تم العثور عليها في المقابر والمستوطنة عامة. ويشمل ذلك أدوات الزينة الشخصية على غرار العقود والمجوهرات ودبابيس الشعر الذهبية، والأسلحة النحاسية والأدوات الفخارية الحمراء المستوردة، والتي كانت مصنوعة بمهارة كبيرة ومزخرفة بتصاميم دقيقة. كما تبيّن صنارات الصيد وشِباك الغطاسين اعتماد سكان الجزيرة الأوائل على البحر كمصدر للغذاء. ويبدو أن الأطوم، أو عجل البحر، كان من المكونات الأساسية في نظامهم الغذائي إلى جانب استعمال جلده وزيته. ورغم أنه أصبح اليوم من الأنواع المحمية، يبدو أن الأطوم كان موجودا بوفرة في ذلك الوقت بدليل اكتشاف الكثير من عظامه ضمن المواد العضوية الأخرى التي تم العثور عليها في الموقع.

## التغيرات المناخية
ومن المؤكد أن المنطقة تعرّضت لتغيرات مناخية هامة بسبب غياب أية أدّلة أثرية لمباني حجرية كبيرة على امتداد ساحل أبوظبي وجزرها بعد 2000 سنة قبل الميلاد. ويوحي ذلك بأن سكان العصر البرونزي لم يتمكنوا من الاستمرار في العيش وسط بيئة يتزايد جفافها باستمرار، فطوروا نمط حياة يميل إلى البداوة والترحال، مع العودة إلى الجزر خلال موسم الشتاء البارد فقط. كما أن الرأي القائم على فكرة ارتفاع درجات الحرارة وانخفاض معدلات سقوط الأمطار تعززه التحاليل التي أجريت على عظام الطيور الأصلية التي كانت تعيش في المنطقة، مثل طائر الزقة الذي لا نجده اليوم سوى في مستنقعات دجلة والفرات، وكذلك هو الحال بالنسبة إلى الحمام الأخضر الذي نجده اليوم في منطقة ظفار في سلطنة عمان.
ورغم صغر هذه الجزيرة، إلاّ أن المميزات الخاصة لتاريخها القديم جعل من عبارة «حضارة أم النار» عبارة معتمدة على المستوى العالمي للإشارة إلى الحضارة التي سادت في الخليج العربي وجنوب شرق الجزيرة العربية قبل أربعة آلاف سنة خلت.

## معرض الصور

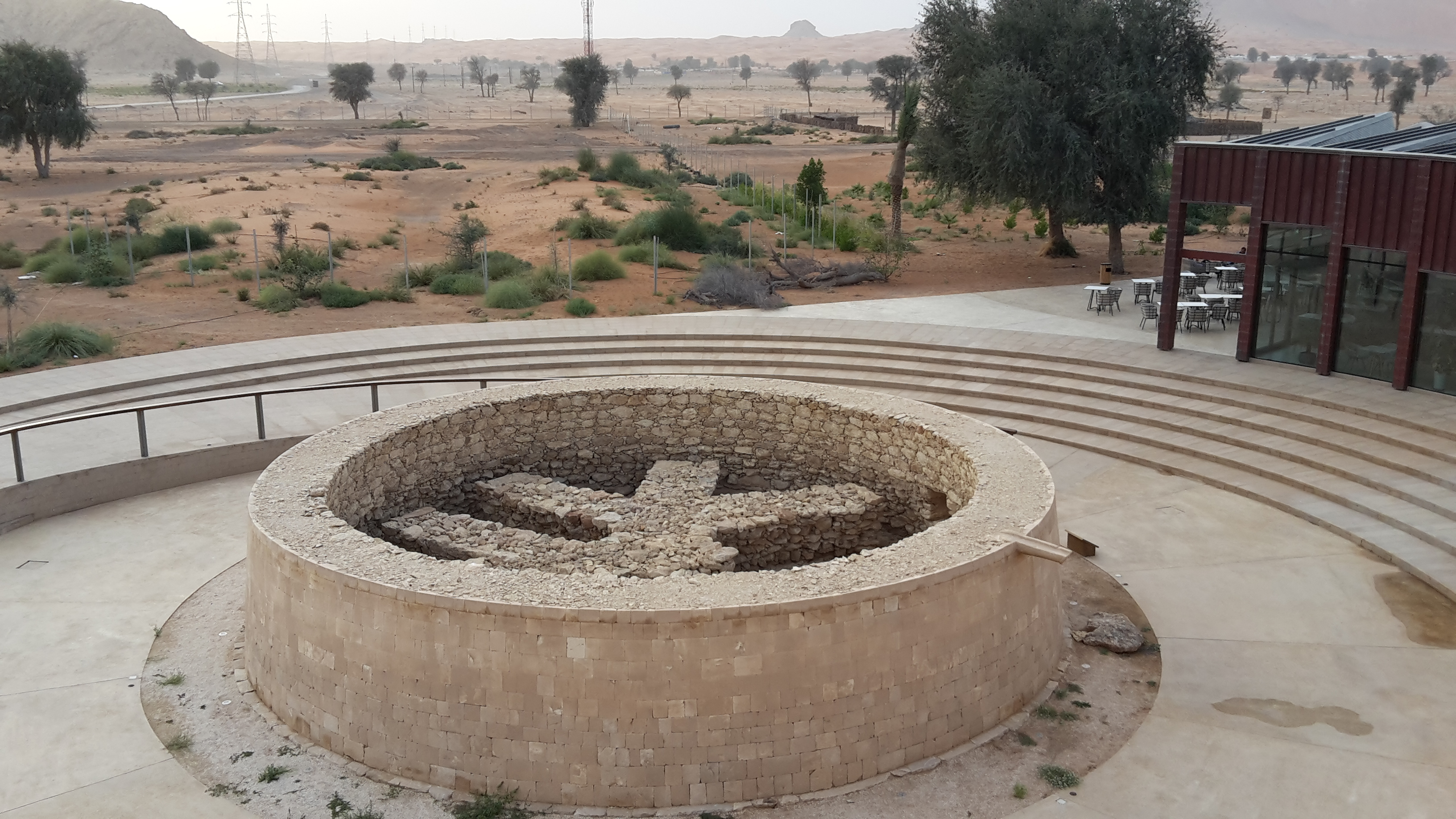
مدفن من فترة أم النار في المليحة
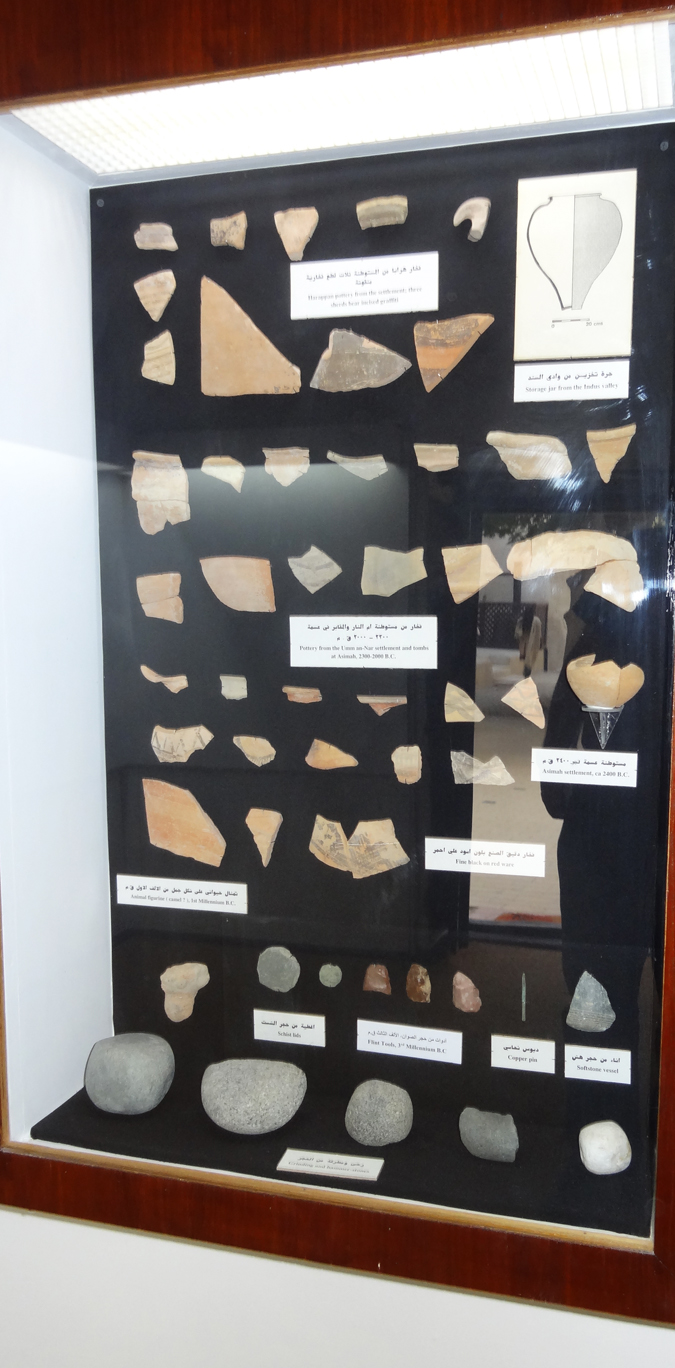
معروضات من فترة أم النار في متحف رأس الخيمة
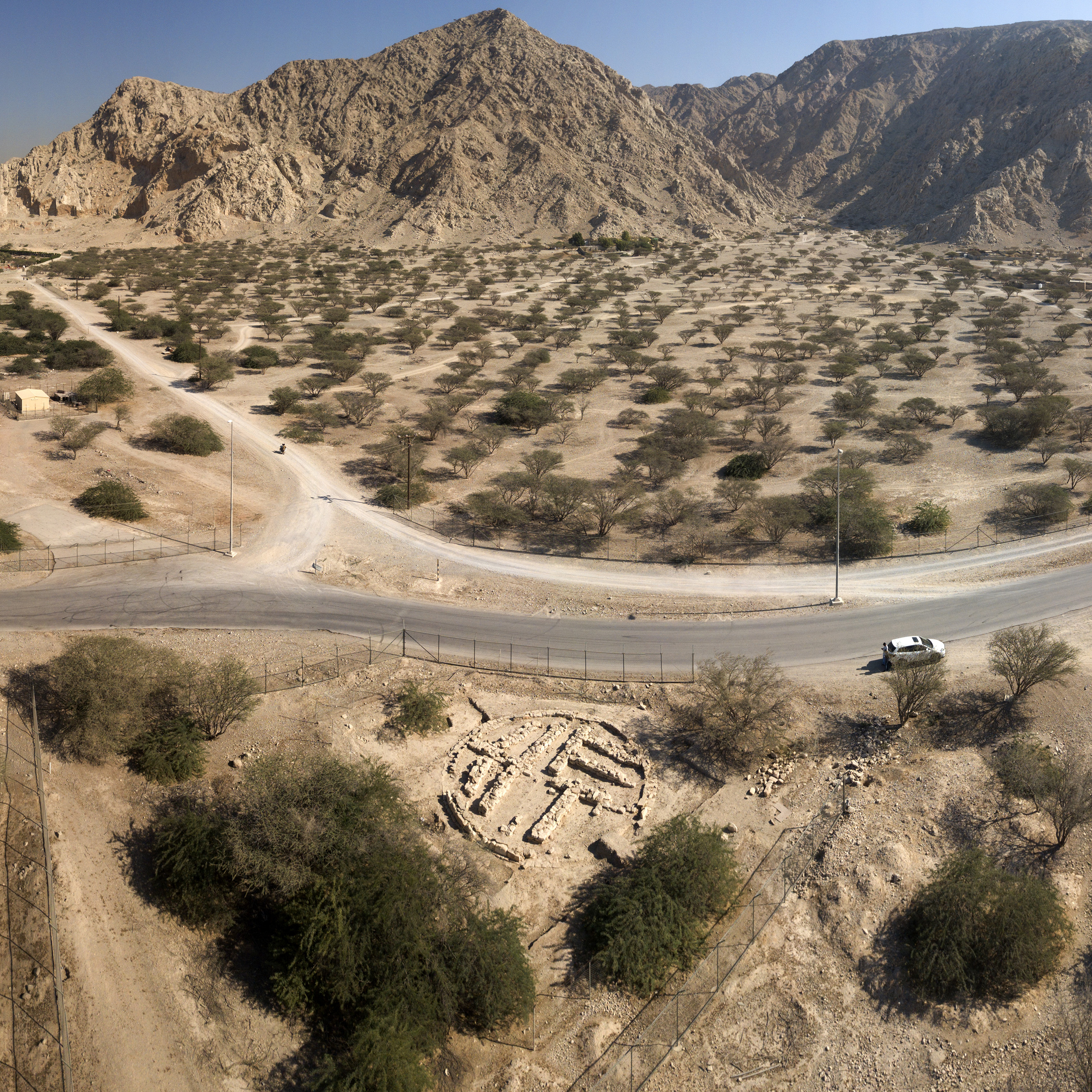
مدفن من فترة أم النار في شمل
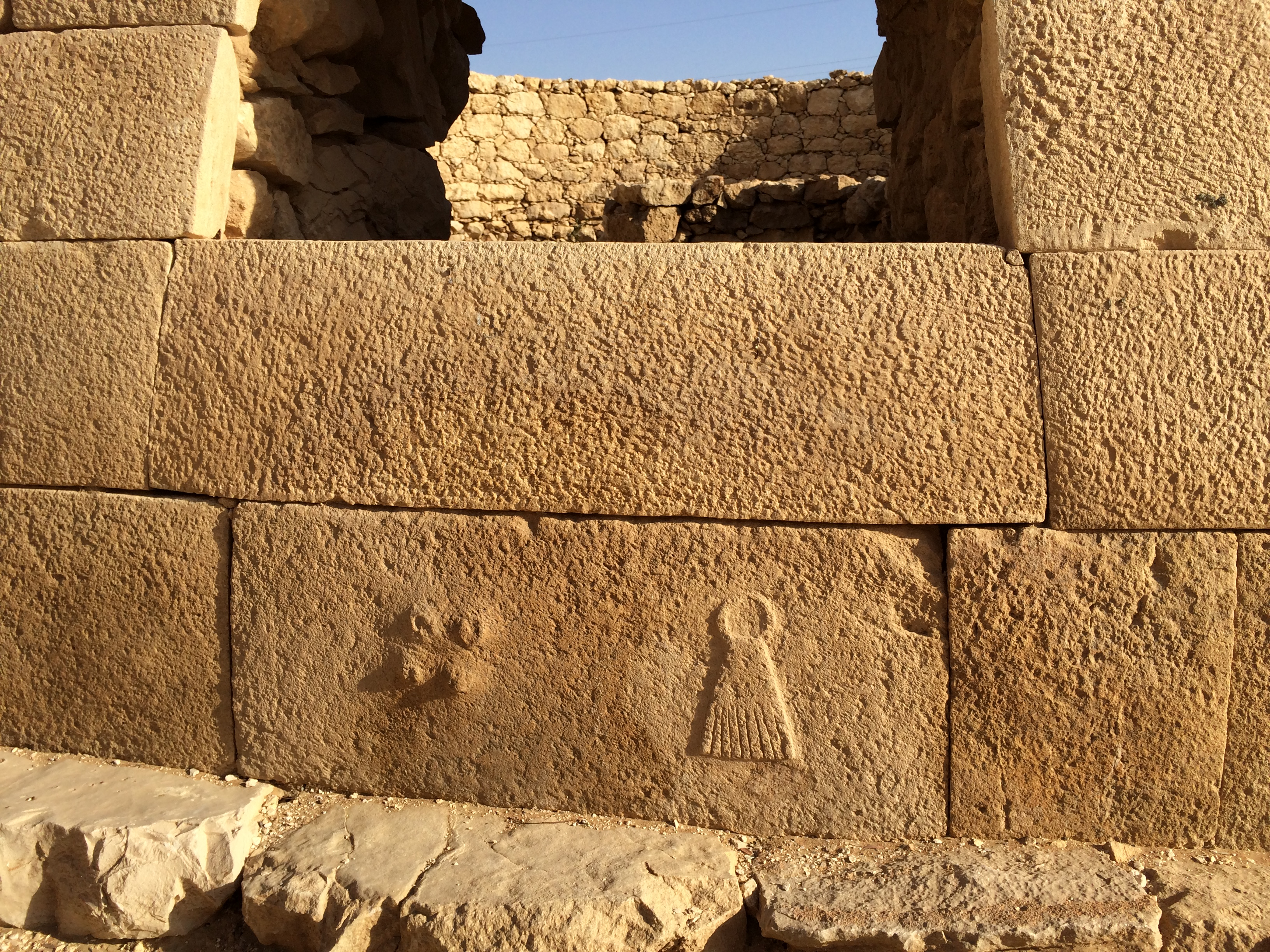
نقوش أثرية في المليحة من فترة أم النار
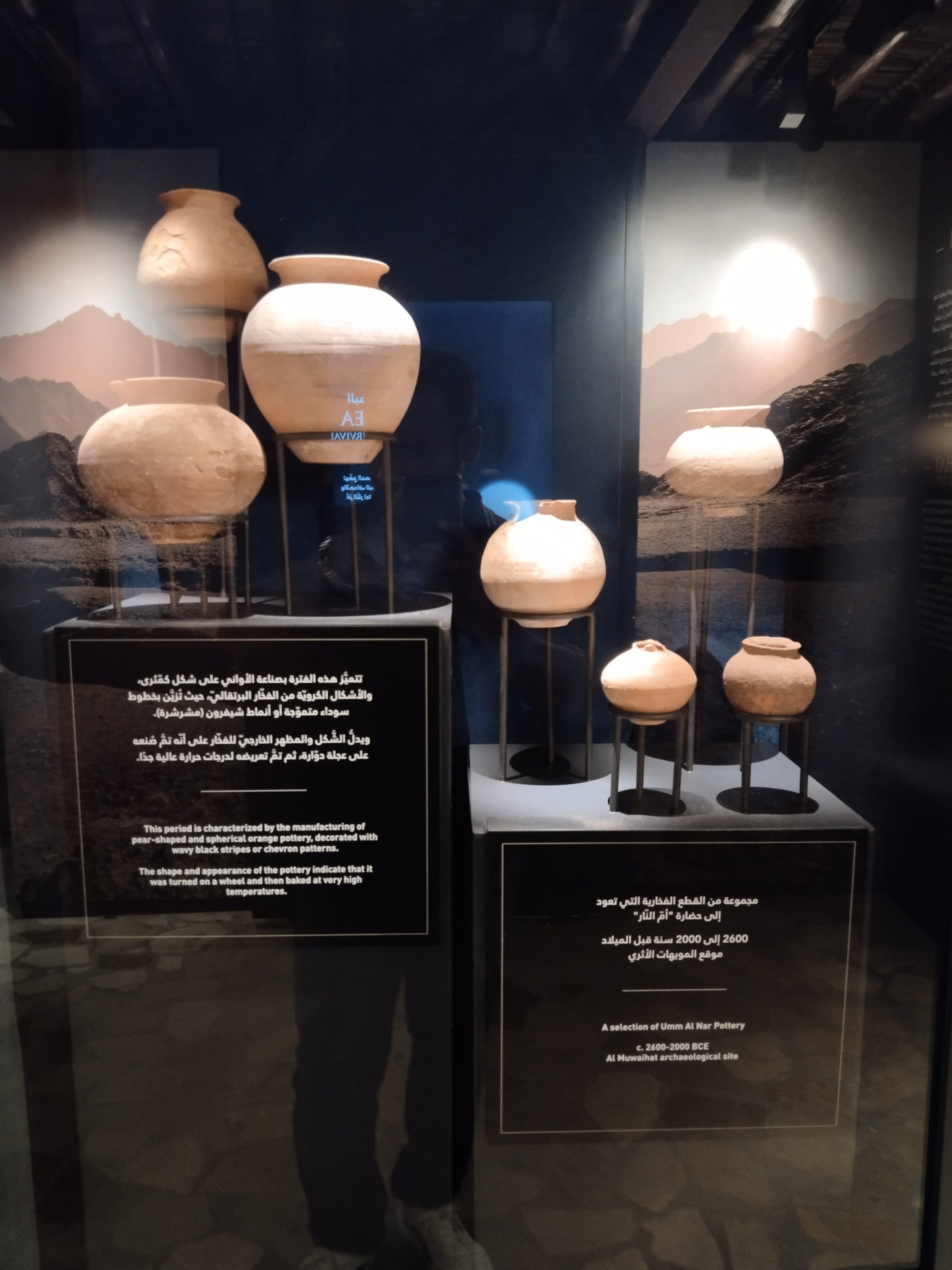
أواني من فنرة أم النار